# Dub FX
Бенџамин Стафорд (11. јун 1983, Мелбурн) познатији по сценском имену Даб Еф Икс (стилизовано Dub FX) је аустралијски музичар и светски улични извођач. Рођен је у Светој Килди, Мелбурн, Аустралија, на почетку каријере певао је у локалном алтернативном рок и реп бенду који је у почетку био познат као Twitch, који је касније променио своје име у N.O.N. Године 2004. издали су свој једини албум Exeunt Omnes. Убрзо након тога, Бенџамин се преселио у Италију и започео соло каријеру. Његова заштитна марка ствара богату музику користећи само свој перформанс уз помоћ уживо петље и ефекат педала у комбинацији са његовим гласом. Он ствара сложене хип хоп, реге и бубањ и бас ритмове.

## Каријера
Стафорд је путовао и наступао са својом бившом вереницом Фловер Феири коју је упознао у Манчестеру, након чега му се придружила на својим путовањима широм света. Фловер Феири обично продаја ЦД-ове током Даб Еф Икс-овог наступа или на сцени заједно са Станфордом, када обављају неколико нумера заједно. Такође је певачица у песама из „Everythinks A Ripple”, „Wandering Love”, „Flow” и „Time Will Tell”.
Две песме из албума Everythinks Ripple, „Flow” и „Wandering Love”, карактерише улични саксофониста назван господин Вуднот, који такође користи сличне технике као и Dub FX, као што на пример користи саксофон.
После прве турнеје, на којој је путовао кроз Европу 2006. године, дошао је кући у Мелбурн, где је делио стан са својим продуцентом Сиријусом. Станфорд је Сиријусу показао овај нови стил из Велике Британије под називом дабстеп. До 2010. године су зајеедно издали албум „Dub FX and Sirius - A Crossworlds”. Dub FX не користи бубице на овом албуму.
Dub FX је такође део дубстеп бенда Kila Mega Giga Tera, а други је део бенда Glade Kettle (Distro)(aka Sirius). До данас су издали једну песму на Aquatic Lab Sessions Volume 1, ЦД и ограничену верзију винил компилације објављену 2009. године. Кила Мега Гига Тера такође има албум који је објављен 2010. године, а тај албум се зове A Crossworlds.
Dub FX је 2017. године посетио Арсенал Фест у Крагујевцу, на ком је имао врло успешан наступ.

## Музика
Dub FX је потпуно независан, користећи само уживо перформансе, речи из уста, интернет друштвене мреже и низ лако доступних бесплатних апликација. Dub FX је такође главни оснивач компанија Convoyunltd, која се може описати као co-op компанија за сопствени рад Dub FX-а и других уметника. До данас су уметници који су објавили албуме уз помоћ Convoyunltd-а: Flower Fairy, Sirius, Mr. Woodnote и Dub FX, са додатним истакнутим уметницима на одвојеним песмама сваког албума. Сваки албум издат преко Convoyunltd-а је продуциран од стране Dub FX-а, изузев издања Dub FX & Sirius-а, а Convoyunltd, сарадничког албума објављеног 2010. године је открио много тамнији и инструменталнији звук.
Текстови песама Dub FX-а говоре о општим светским догађајима и савременом гневу, истичући револуцију засновану на индивидуалној основи кроз самоопредељење и ангажман. Такође се бави питањима друштвеног значаја, а најзначајнији пример је песма „Society's Gates”, која је заснована на животу филозофа Сократа.

## Опрема
Dub FX је почео са опремом GT-6 multi-effects pedal коју је потом продао за GT-8, а сада користи GT-10B бас гитаре за скоро све ефекте који се користе преко његовог гласа. Такође је користио педалу Akai Head Rush, али је од тада унапредио и то на Boss RC50, а потом и њу респективно. Имајући на уму да он такође користи SYB-5 бас који додаје додатну дубину за бас линију. На сценама користи DR-880 ритам машине за неке песме. У прошлости је понекад користио и Boss A/B (додатак за RC50), као и педале за зелену сличицу, што се види у његовом перформансу. Што се тиче живог вокалног микрофона, тренутно користи микрофон RØDE M1.

## Дискографија
- 2004 - Exeunt Omnes
- 2007 - Live in the Street
- 2009 - Everythinks a Ripple
- 2010 - A Crossworlds
- 2013 - Theory of Harmony
- 2016 - Thinking Clear